# Reginaldo de Maubernard
Reginaldo o Renaud de Maubernard (? - Roma, 1361) fue un eclesiástico francés. 
Tesorero del papa Inocencio VI, en 1353 fue nombrado obispo de Palencia, y en 1356 de Lisboa, aunque nunca residió en ninguna de ambas diócesis, rigiéndolas mediante vicarios. 
En 1358 recibió el obispado de Autun, que mantuvo hasta su muerte, ocurrida en 1361.